# Anua salita
Anua salita là một loài bướm đêm trong họ Erebidae.